# 本名村
本名村（ほんなむら）は福島県大沼郡にあった村。現在の金山町本名にあたる。

## 地理
- 山：狢ヶ森山、雲河曽根山、高幽山、高盛東山、吉三坂山、金丸山、かたいた倉山、袖の窪山、日出山
- 河川：只見川

## 歴史
- 1889年（明治22年）4月1日 - 町村制の施行により本名村が単独で自治体を形成。
- 1955年（昭和30年）3月31日 - 沼沢村・川口村・横田村と合併して金山町が発足。同日本名村廃止。

## 交通

### 鉄道路線
現在は只見線の本名駅が所在するが、当時は未開業（合併後の1965年開業）。

### 道路
- 沼田街道（現・国道252号）